# 初始效應
初始效應（primacy effect），意指學習一連串有序列關係的項目時，排列在最初的學習材料較容易記憶，因此在課程早期宜呈現前導組織及關鍵組織概念。當採取自由回憶的方式測驗記憶內容時，最先出現的項目已經送入長期記憶，所以較易被回憶。